# Old Chicago Board of Trade Building

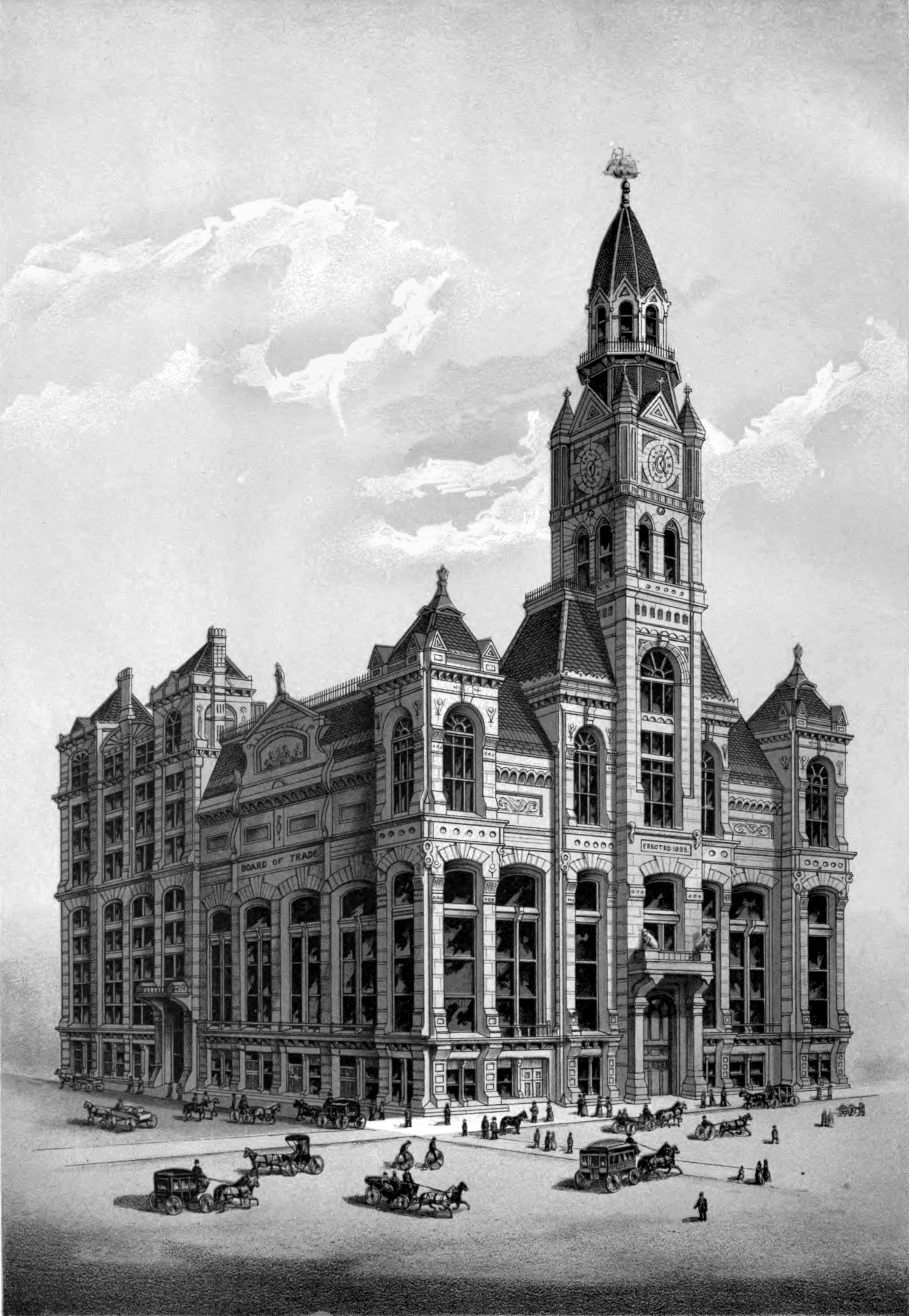
Le Old Chicago Board of Trade Building.

Le Old Chicago Board of Trade Building était un bâtiment de la ville de Chicago, dans l'État de l'Illinois, qui fut construit en 1882 et détruit en 1929. Avec une hauteur de 98 mètres pour 10 étages, l'édifice fut le plus haut bâtiment de la ville de 1885 à 1895 avant d'être dépassé par le Temple maçonnique de Chicago (Chicago Masonic Temple). Il se targuait d'être le premier bâtiment commercial de Chicago à être alimenté en électricité et abritait le siège du Chicago Board of Trade (CBOT) avant d'être remplacé par l'actuel Chicago Board of Trade Building situé au 141 West Jackson Boulevard.

## Description
Construit entre 1882 et 1885, le bâtiment est l'œuvre de l'architecte William W. Boyington, connu pour ses nombreuses réalisations à Chicago, dont la Water Tower et la Pumping Station, toutes deux construites en 1869 dans le style néogothique. Le Old Chicago Board of Trade Building mesurait 55 mètres de haut à son achèvement et fut plus tard doté d'un beffroi qui porta la hauteur totale du bâtiment à 98 mètres, faisant du bâtiment le plus haut de la ville.
Bien que le Home Insurance Building fut le plus haut gratte-ciel de la ville à la même époque (à hauteur du toit), le Old Chicago Board of Trade Building était dépourvu des caractéristiques requises pour être considéré comme un « gratte-ciel » à proprement parler. En effet il était surmonté d'un beffroi.
En 1895, lorsque la tour de l'horloge de l'édifice fut démontée, il perdit son titre de plus haut bâtiment de la ville. En 1929, la Réserve fédérale des États-Unis (propriétaire de l'immeuble) le fit détruire pour le remplacer par l'actuel Chicago Board of Trade Building (44 étages et 185 mètres), inauguré en 1930.